# Echo (phim truyền hình)
Echo một bộ phim truyền hình ngắn tập Mỹ do Marion Dayre tạo ra và phát hành dịch vụ Disney+ dựa trên nhân vật cùng tên của Marvel Comics. Đây được dự định là phim truyền hình thứ mười trong Vũ trụ Điện ảnh Marvel (MCU) do Marvel Studios sản xuất, chia sẻ tính liên tục với các phim khác và là phần hậu truyện từ loạt phim Hawkeye (2021). Phim kể về câu chuyện khi Maya Lopez trở về quê hương của mình, nơi cô ấy phải đối mặt với quá khứ của mình, kết nối lại với nguồn gốc người Mỹ bản địa, gia đình và cộng đồng của cô ấy. Dayre đóng vai trò là biên kịch chính cho loạt phim với Sydney Freeland đứng đầu đội ngũ đạo diễn. Bộ phim được đồng sản xuất bởi 20th Television .
Alaqua Cox đảm nhận vai Maya Lopez / Echo từ Hawkeye, với Chaske Spencer, Tantoo Cardinal, Devery Jacobs, Cody Lightning, Graham Greene, Zahn McClarnon, Vincent D'Onofrio và Charlie Cox cũng đóng vai chính. Sự phát triển của phần phụ bắt đầu vào tháng 3 năm 2021, với Etan Cohen và Emily Cohen là biên kịch chính, đồng thời xác nhận Alaqua Cox sẽ trở lại. Loạt phim được chính thức công bố vào tháng 11 năm 2021, khi Dayre được tiết lộ là sẽ đảm nhận vai trò biên kịch chính, với Freeland dự kiến là đạo diễn của loạt phim vào tháng 3 năm 2022. Phim bắt đầu quay vào cuối tháng 4 và sẽ kéo dài đến tháng 9 năm 2022, diễn ra tại khu vực đô thị Atlanta bao gồm cả Atlanta, thành phố Peachtree và Grantville, Georgia. Vào tháng 5, Marvel đã tiết lộ thêm dàn diễn viên và Catriona McKenzie cũng sẽ đạo diễn cho loạt phim.
Echo dự kiến ra mắt trên Disney+ vào giữa năm 2023. Phim sẽ là một phần của giai đoạn 5 thuộc MCU.

## Nội dung
Sau các sự kiện của Hawkeye (2021) ở thành phố New York, Maya Lopez trở về quê hương của mình, nơi cô phải đối mặt với quá khứ của mình, kết nối lại với nguồn gốc người Mỹ bản địa của mình, đồng thời đón nhận gia đình và cộng đồng của mình.

## Các tập phim
Sydney Freeland là đạo diễn cho tập đầu và 1 số tập khác, cùng với Catriona McKenzie là đạo diễn cho các tập còn lại.

## Vai diễn
- Alaqua Cox trong vai Maya Lopez / Echo: Một người Mỹ bản địa bị điếc và là chỉ huy của Mafia Tracksuit , người có thể sao chép hoàn hảo chuyển động của người khác.[3][4]
- Zahn McClarnon trong vai William Lopez: Người cha đã qua đời của Maya và là cựu chỉ huy của Mafia Tracksuit.[5]
- Vincent D'Onofrio trong vai Wilson Fisk / Kingpin: Chú nuôi của Lopez, một trùm tội phạm ở New York.[6]
- Charlie Cox trong vai Matt Murdock / Daredevil: Một luật sư mù đến từ Hell's Kitchen, New York , người sống cuộc sống hai mặt với tư cách là một cảnh sát viên đeo mặt nạ, và đang tìm kiếm một đồng minh cũ.[6]

Ngoài ra, Chaske Spencer, Tantoo Cardinal, Devery Jacobs, Cody Lightning và Graham Greene đã được chọn vào các vai diễn chính không được tiết lộ.

## Phát hành
Echo dự kiến phát hành trên Disney+ vào giữa năm 2023. Phim thuộc giai đoạn 5 của MCU.